# Hinkeloord

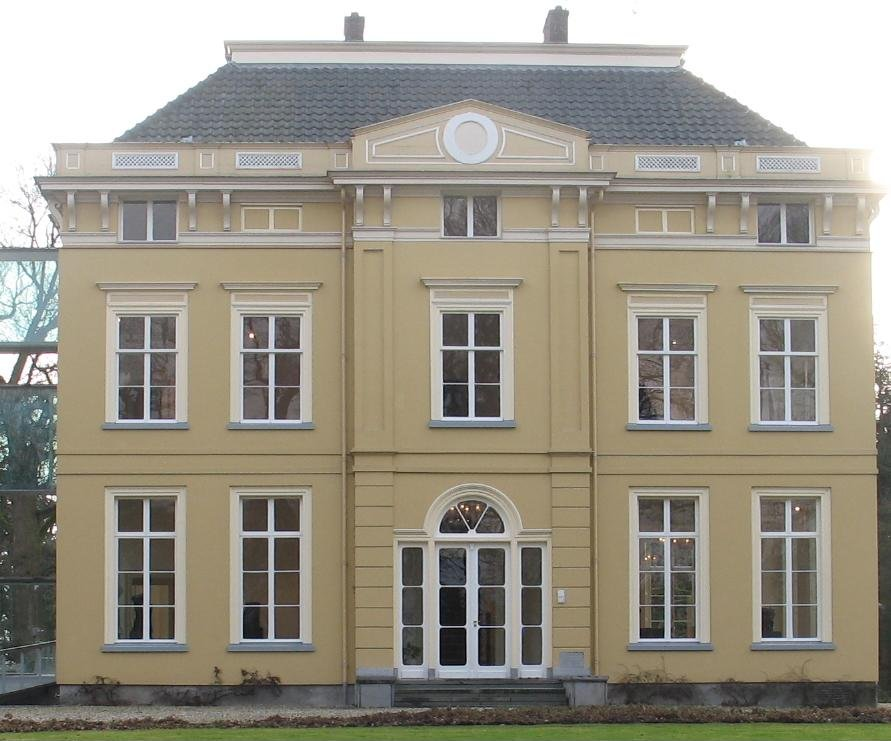
Huis Hinkeloord.

Hinkeloord is een landhuis aan de Generaal Foulkesweg 64 in de Nederlandse gemeente Wageningen. In het gebouw is beeldengalerij Het Depot gevestigd. Het landhuis heeft de status van rijksmonument.

## Geschiedenis
In 1855 werd door Dirk Vreede opdracht gegeven tot het bouwen van een landhuis op de Wageningse Berg. Op 12 mei 1855 werd de eerste steen door zijn zoon Cornelis Vreede gelegd. Het huis werd Ngladjoe genoemd, naar de plantage van Vreede op Java, waarvandaan hij net teruggekeerd was. In 1872 werd het landgoed verkocht aan Godert Alexander Gerard Philip graaf van der Duyn, heer van Maasdam en Hinkeloord (of: Hinkelenoord). Deze noemde het huis Hinkeloord. In 1888 werd het landgoed aan Hendrik Tutertien verkocht. Vier jaar later werd het landgoed aan Hendrik Jacob baron van Doorn van Westcapelle verkocht, die het landhuis "Villa Vada" noemde. In 1916 werd begonnen met de verhuur van het landhuis aan de Landbouwhogeschool Wageningen, in 1918 werd het huis door de staat gekocht. Het gebouw werd gebruikt door de bosbouwafdeling van de universiteit. Sinds 1922 wordt de tuin van het landgoed als arboretum gebruikt.

### Verkoop door Universiteit Wageningen
In april 2000 verkocht de Universiteit Wageningen het landgoed Groot Hinkeloord aan een projectontwikkelaar. Naast het landhuis Hinkeloord werden ook het Schip van Blaauw, het Laboratorium voor Landmeetkunde en het Laboratorium voor Microbiologie verkocht. Het landhuis werd doorverkocht in 2002 en gerestaureerd. In 2004 trok beeldengalerij Het Depot in het pand.

## Het Depot
Het Depot is een stichting met als doel de ondersteuning van beeldhouwers. Ze heeft in Hinkeloord een vaste tentoonstelling met circa 300 beelden, solo- en thematentoonstellingen, lezingen en rondleidingen. De galerij concentreert zich op hedendaagse beeldhouwers van torso's. Het depot maakt deel uit van de stichting Utopa.